# Kabinett Hohenlohe
Das Kabinett Hohenlohe unter Chlodwig zu Hohenlohe-Schillingsfürst bildete vom 29. Dezember 1866 an die von König Ludwig II. berufene Landesregierung des Königreiches Bayern nach der militärischen Niederlage Bayerns im Deutschen Krieg. Ein Misstrauensvotum beider Kammern des bayerischen Parlaments führte zum Rücktritt von Hohenlohe-Schillingsfürst am 7. März 1870.
| Amt                                           | Name                                                                               |
| --------------------------------------------- | ---------------------------------------------------------------------------------- |
| Vorsitzender im Ministerrat, Äußeres          | Chlodwig zu Hohenlohe-Schillingsfürst                                              |
| Inneres                                       | Wilhelm Johann Nepomuk Freiherr von Pechmann, ab 1868 Winfried Hörmann von Hörbach |
| Inneres für Kirchen- und Schulangelegenheiten | Franz von Greßer, ab 1869 Johann von Lutz                                          |
| Justiz                                        | Eduard Peter Ritter von Bomhard, ab 1867 Johann von Lutz                           |
| Finanzen                                      | Adolph von Pfretzschner                                                            |
| Handel und öffentliche Arbeiten               | Gustav Ritter von Schlör                                                           |
| Krieg                                         | Siegmund Freiherr von Pranckh                                                      |